# Nikki Coates
Nikki Coates (Belfast, 15 gennaio 1989) è un pilota motociclistico britannico.
Anche suo cugino Adrian Coates è stato un pilota professionista,

## Carriera
Per quanto riguarda le competizioni del motomondiale ha preso parte a un solo gran premio, usufruendo di una wild card in occasione del Gran Premio motociclistico di Gran Bretagna 2007, guidando una Honda nella classe 125 giungendo 27º al termine della gara, senza conquistare punti validi per la classifica iridata.
Nel 2010 concorre nel "Metzeler National Superstock 600 Championship" britannico. Nel 2015 si classifica ventisettesimo nel CEV Moto2.

## Risultati nel motomondiale
| 2007 | Classe | Moto  |  |  |  |  |  |  |  |    |  |  |    |  |  |  |  |  |  |  | Punti | Pos. |
| ---- | ------ | ----- |  |  |  |  |  |  |  | -- |  |  | -- |  |  |  |  |  |  |  | ----- | ---- |
| 2007 | 125    | Honda |  |  |  |  |  |  |  | 27 |  |  | NE |  |  |  |  |  |  |  | 0     |      |

| Legenda | 1º posto        | 2º posto            | 3º posto            | A punti      | Senza punti        | Grassetto – Pole position Corsivo – Giro più veloce |
| Legenda | Gara non valida | Non qual./Non part. | Ritirato/Non class. | Squalificato | '-' Dato non disp. | Grassetto – Pole position Corsivo – Giro più veloce |